# Cucurbitaria pulveracea
Cucurbitaria pulveracea är en svampart som beskrevs av P. Karst. 1873. Cucurbitaria pulveracea ingår i släktet Cucurbitaria och familjen Cucurbitariaceae.   Inga underarter finns listade i Catalogue of Life.